# FIA-Formel-3-Meisterschaft
Die FIA-Formel-3-Meisterschaft ist eine von der FIA ausgetragene Rennserie für Formel-3-Rennwagen, die ab 2019 ausgetragen wird. Alle Rennen finden im Rahmen der Formel-1-Weltmeisterschaft statt.
Die Rennserie entstand durch die Zusammenlegung der GP3-Serie und der Europäischen Formel-3-Meisterschaft.

## Sportliches Reglement

### Ablauf des Rennwochenendes
An jedem Rennwochenende finden ein freies Training mit einer Dauer von 45 Minuten und ein 30-minütiges Zeittraining statt. Auf Grundlage dieses Qualifikationstrainings wird die Startaufstellung des Hauptrennens am Sonntag erstellt. Die Startaufstellung für das erste (Sprint-)Rennen, das am Samstag stattfindet, wird ebenfalls aus dem Ergebnis der Qualifikation ermittelt, wobei die zwölf bestplatzierten Piloten in umgekehrter Reihenfolge starten. Die Rennen haben eine maximale Renndauer von 40 Minuten für das Sprintrennen respektive 45 Minuten für das Hauptrennen.

### Punkteverteilung

#### Samstagsrennen
Die zehn erstplatzierten Fahrer erhalten Punkte nach folgendem Schema. Zusätzlich erhält der Fahrer, der die Pole-Position für das Hauptrennen in der Qualifikation erringt, zwei Punkte. Für die schnellste Rennrunde wird ein Punkt vergeben, wenn sich der Fahrer, der die schnellste Runde gefahren ist, zum Rennende auch in den Punktepositionen, also den ersten 10 Plätzen, befindet.
| Punkteverteilung | Punkteverteilung | Punkteverteilung | Punkteverteilung | Punkteverteilung | Punkteverteilung | Punkteverteilung | Punkteverteilung | Punkteverteilung | Punkteverteilung | Punkteverteilung | Punkteverteilung | Punkteverteilung |
| ---------------- | ---------------- | ---------------- | ---------------- | ---------------- | ---------------- | ---------------- | ---------------- | ---------------- | ---------------- | ---------------- | ---------------- | ---------------- |
| Platz            | 1                | 2                | 3                | 4                | 5                | 6                | 7                | 8                | 9                | 10               | PP               | SR               |
| Punkte           | 10               | 9                | 8                | 7                | 6                | 5                | 4                | 3                | 2                | 1                | 2                | 1                |

#### Sonntagsrennen
Die zehn bestplatzierten Fahrer erhalten Punkte nach folgendem Schema. Zusätzlich erhält der Fahrer mit der schnellsten Rennrunde einen Punkt, wenn sich der Fahrer, der die schnellste Runde gefahren ist, zum Rennende auch in den Punktepositionen, also den ersten 10 Plätzen, befindet.
| Punkteverteilung | Punkteverteilung | Punkteverteilung | Punkteverteilung | Punkteverteilung | Punkteverteilung | Punkteverteilung | Punkteverteilung | Punkteverteilung | Punkteverteilung | Punkteverteilung | Punkteverteilung |
| ---------------- | ---------------- | ---------------- | ---------------- | ---------------- | ---------------- | ---------------- | ---------------- | ---------------- | ---------------- | ---------------- | ---------------- |
| Platz            | 1                | 2                | 3                | 4                | 5                | 6                | 7                | 8                | 9                | 10               | SR               |
| Punkte           | 25               | 18               | 15               | 12               | 10               | 8                | 6                | 4                | 2                | 1                | 1                |

## Technik

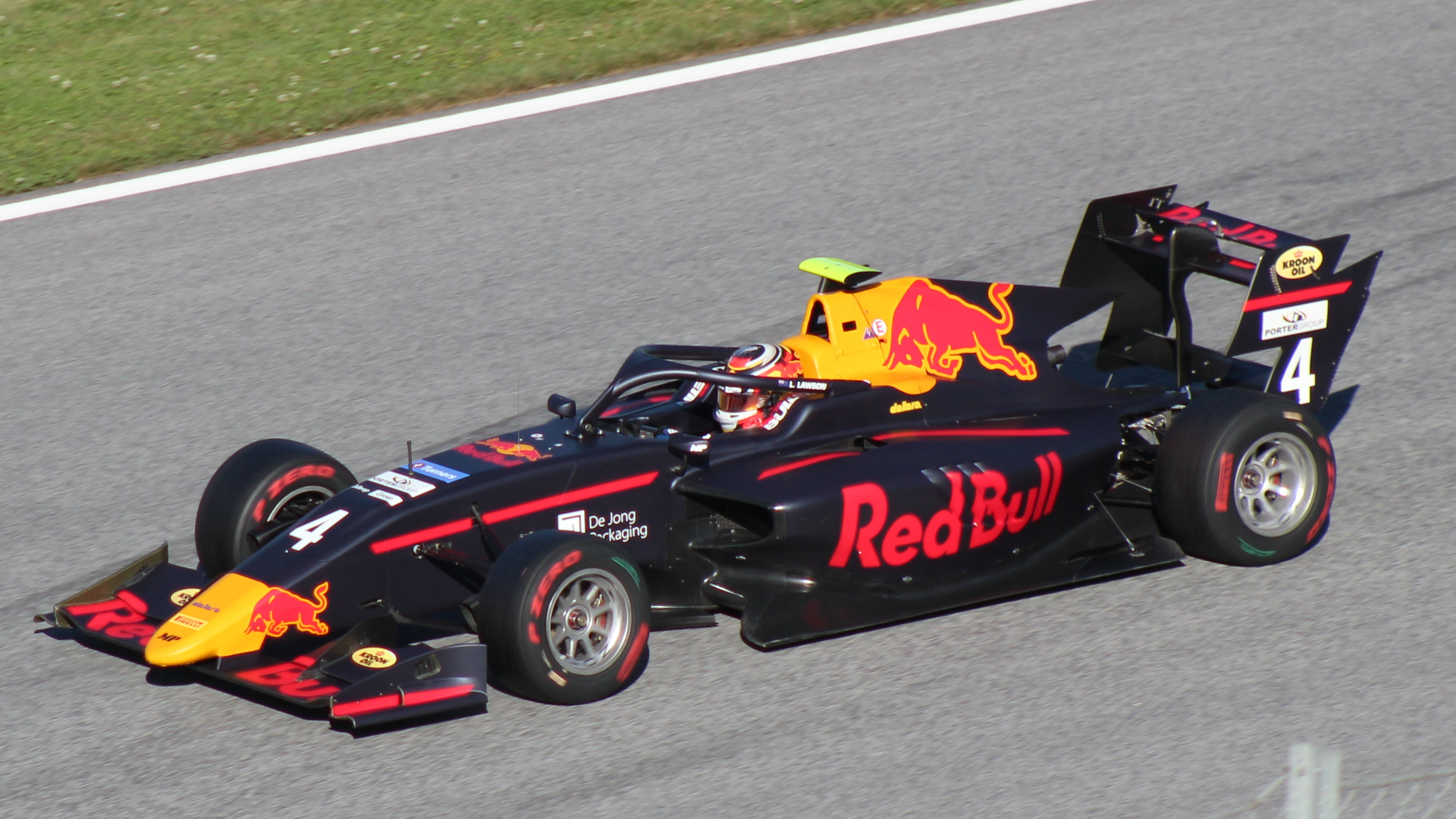
Der von Liam Lawson pilotierte Dallara F3 2019 bei einem Meisterschaftslauf in Spielberg 2019.

Die FIA-Formel-3-Meisterschaft ist eine Einheitsserie. Alle Teams verwenden baugleiche Chassis und Motoren sowie Reifen eines Herstellers.

### Chassis
Das Chassis wird von Dallara gebaut. Der Dallara F3 2019 hat ein Monocoque aus kohlenstofffaserverstärktem Kunststoff (CFK). Das Fahrzeug hat ein Drag Reduction System (DRS), über das sich ein Element des Heckflügels flachstellen lässt. Erstmals 2019 haben die Formel-3-Fahrzeuge das seit 2018 in der Formel 1 und Formel 2 verwendete Halo-System, einen Schutzbügel für den Kopf des Fahrers. Der Dallara F3 2019 soll in den Jahren 2019 bis 2021 zum Einsatz kommen.

### Antrieb
Das Auto wird von einem Sechszylinder-Ottomotor mit 3,4 Litern Hubraum angetrieben. Der Motor wird von Mecachrome hergestellt und erreicht eine Leistung von 280 kW (380 PS) bei 8000 min−1.
Das von Hewland hergestellte, sequentielle Sechsganggetriebe mit elektrohydraulischer Schaltung wird über Schaltwippen am Lenkrad bedient.

### Reifen
Als Bereifung stehen Slicks oder Regenreifen zur Wahl, die einheitlich von Pirelli hergestellt werden.

## Bisherige Meister
| Jahr | Meister            | Punkte | Zweiter          | Punkte | Dritter         | Punkte | Bestes Team  | Punkte |
| ---- | ------------------ | ------ | ---------------- | ------ | --------------- | ------ | ------------ | ------ |
| 2019 | Robert Schwarzman  | 212,0  | Marcus Armstrong | 158,0  | Jehan Daruvala  | 157,0  | Prema Racing | 527,0  |
| 2020 | Oscar Piastri      | 163,0  | Théo Pourchaire  | 161,0  | Logan Sargeant  | 160,0  | Prema Racing | 469,5  |
| 2021 | Dennis Hauger      | 205,0  | Jack Doohan      | 179,0  | Clément Novalak | 147,0  | Trident      | 381,0  |
| 2022 | Victor Martins     | 139,0  | Zane Maloney     | 134,0  | Oliver Bearman  | 132,0  | Prema Racing | 355,0  |
| 2023 | Gabriel Bortoleto  | 164,0  | Zak O’Sullivan   | 119,0  | Paul Aron       | 112,0  | Prema Racing | 327,0  |
| 2024 | Leonardo Fornaroli | 150,0  | Gabriele Minì    | 148,0  | Luke Browning   | 128,0  | Prema Racing | 369,0  |